# Campeonato Potiguar 2023
El Campeonato Potiguar de Fútbol 2023 fue la 104.ª edición de la primera división de fútbol del estado de Río Grande del Norte. El torneo fue organizado por la Federação Norte-rio-grandense de Futebol (FNF). El torneo comenzó el 10 de enero y finalizó el 6 de agosto.
América de Natal se consagró campeón después de cuatro años, tras vencer en la final a su máximo rival, ABC, por 1-0 en el marcador global, consiguiendo así su título estatal número 37.

## Sistema de juego[2]

### Primera fase
Los 8 equipos son divididos en dos grupos de 4 equipos cada uno. Cada club enfrenta en partidos de ida y vuelta a todos los clubes del grupo contrario, totalizando así 8 fechas en total. Culminada esta fase, los dos primeros de cada grupo clasifican a la Segunda fase, mientras que los últimos de cada grupo, jugarán una llave de descenso.

### Segunda fase
Los 4 equipos provenientes de la fase anterior disputarán un cuadrangular en partidos de ida y vuelta. Culminadas las seis fechas, los dos primeros clasifican a la final.

### Final
Se jugará en partidos de ida y vuelta, comenzando la llave como local el equipo con menor puntaje acumulado a lo largo del campeonato. En caso de empate en puntos y diferencia de goles, se definirá al campeón en tanda de penales, no se consideran los goles de visita.

### Descenso
Los 2 equipos que terminen en la 4.ª posición en su respectivo grupo, disputan esta llave. El equipo que menor puntaje haya tenido en la primera fase comenzará la llave como local. En caso de empate en puntos y diferencia de goles, se definirá al ganador en tanda de penales, no se consideran los goles de visita. El perdedor de la llave descenderá a la Segunda División Potiguar de 2024.

## Equipos participantes
| Equipo              | Ciudad        | Estadio (Capacidad)      | Posición 2022      | Títulos (último) |
| ------------------- | ------------- | ------------------------ | ------------------ | ---------------- |
| ABC Natal           | Natal         | Frasqueirão (15 082)     | Campeón            | 57 (2022)        |
| Alecrim             | Natal         | Frasqueirão (15 082)     | 1.º (2.ª división) | 7 (1986)         |
| América de Natal    | Natal         | Arena das Dunas (31 375) | 2.º                | 36 (2019)        |
| América de Natal    | Natal         | Arena América (5000)     | 2.º                | 36 (2019)        |
| Força e Luz         | Natal         | Arena das Dunas (31 375) | 7.º                | 0                |
| Globo               | Ceará-Mirim   | Barrettão (10 000)       | 4.º                | 1 (2021)         |
| Potiguar de Mossoró | Mossoró       | Nogueirão (4000)         | 3.º                | 2 (2013)         |
| Potyguar Seridoense | Currais Novos | Bezerrão (1600)          | 5.º                | 0                |
| Santa Cruz de Natal | Natal         | Arena das Dunas (31 375) | 6.º                | 1 (1943)         |
| Santa Cruz de Natal | Natal         | Frasqueirão (15 082)     | 6.º                | 1 (1943)         |

| Crecimiento | Equipo proveniente del Campeonato Potiguar de Segunda División 2022. |

## Primera fase

### Grupo A
| Pos. | Equipo              | Pts. | PJ | G | E | P | GF | GC | Dif. | Clasificación      |
| ---- | ------------------- | ---- | -- | - | - | - | -- | -- | ---- | ------------------ |
| 1    | ABC Natal           | 22   | 8  | 7 | 1 | 0 | 23 | 2  | +21  | Segunda fase.      |
| 2    | Santa Cruz de Natal | 9    | 8  | 2 | 3 | 3 | 7  | 13 | −6   | Segunda fase.      |
| 3    | Potyguar Seridoense | 7    | 8  | 2 | 1 | 5 | 3  | 12 | −9   |                    |
| 4    | Alecrim             | 3    | 8  | 0 | 3 | 5 | 3  | 13 | −10  | Llave de descenso. |

 Fuente: FNF
Criterios de clasificación: 1) Puntos; 2) Partidos ganados; 3) Diferencia de gol; 4) Goles anotados; 5) Menor cantidad de tarjetas rojas; 6) Menor cantidad de tarjetas amarillas; 7) Sorteo.
Criterios de clasificación en igualdad entre tres o más equipos: 1) Partidos ganados; 2) Diferencia de gol en enfrentamientos directos entre los equipos en cuestión; 3) Diferencia de gol; 4) Goles anotados; 5) Menor cantidad de tarjetas rojas; 6) Menor cantidad de tarjetas amarillas; 7) Sorteo.
Notas:
1. ↑  Fueron sancionados con la pérdida de 30 puntos debido a que en siete partidos alinearon a jugadores amateurs mayores a la edad límite.[3] Posteriormente, la STJD acordó revocar la sanción, devolviéndole los puntos, a pesar de una apelación de Alecrim.[4]

### Grupo B
| Pos. | Equipo              | Pts. | PJ | G | E | P | GF | GC | Dif. | Clasificación      |
| ---- | ------------------- | ---- | -- | - | - | - | -- | -- | ---- | ------------------ |
| 1    | América de Natal    | 19   | 8  | 6 | 1 | 1 | 18 | 3  | +15  | Segunda fase.      |
| 2    | Potiguar de Mossoró | 12   | 8  | 3 | 3 | 2 | 13 | 12 | +1   | Segunda fase.      |
| 3    | Força e Luz         | 8    | 8  | 2 | 2 | 4 | 6  | 10 | −4   |                    |
| 4    | Globo               | 8    | 8  | 2 | 2 | 4 | 3  | 11 | −8   | Llave de descenso. |

 Fuente: FNF
Criterios de clasificación: 1) Puntos; 2) Partidos ganados; 3) Diferencia de gol; 4) Goles anotados; 5) Menor cantidad de tarjetas rojas; 6) Menor cantidad de tarjetas amarillas; 7) Sorteo.
Criterios de clasificación en igualdad entre tres o más equipos: 1) Partidos ganados; 2) Diferencia de gol en enfrentamientos directos entre los equipos en cuestión; 3) Diferencia de gol; 4) Goles anotados; 5) Menor cantidad de tarjetas rojas; 6) Menor cantidad de tarjetas amarillas; 7) Sorteo.

### Resultados
| Local \ Visitante   | ABC | ALE | PTY | SCR | AME | FOR | GLO | PTI |
| ------------------- | --- | --- | --- | --- | --- | --- | --- | --- |
| ABC Natal           | —   | —   | —   | —   | 0–0 | 4–0 | 6–0 | 5–1 |
| Alecrim             | —   | —   | —   | —   | 1–3 | 0–1 | 0–1 | 1–1 |
| Potyguar Seridoense | —   | —   | —   | —   | 0–2 | 1–0 | 1–0 | 0–1 |
| Santa Cruz de Natal | —   | —   | —   | —   | 0–2 | 3–2 | 1–0 | 0–0 |
| América de Natal    | 0–1 | 2–0 | 4–0 | 5–1 | —   | —   | —   | —   |
| Força e Luz         | 0–1 | 0–0 | 2–0 | 1–1 | —   | —   | —   | —   |
| Globo               | 0–3 | 0–0 | 2–0 | 0–0 | —   | —   | —   | —   |
| Potiguar de Mossoró | 1–3 | 5–1 | 1–1 | 3–1 | —   | —   | —   | —   |

## Segunda fase

### Tabla de posiciones
| Pos. | Equipo              | Pts. | PJ | G | E | P | GF | GC | Dif. | Clasificación |
| ---- | ------------------- | ---- | -- | - | - | - | -- | -- | ---- | ------------- |
| 1    | ABC Natal           | 12   | 5  | 4 | 0 | 1 | 9  | 3  | +6   | Final.        |
| 2    | América de Natal    | 10   | 5  | 3 | 1 | 1 | 11 | 3  | +8   | Final.        |
| 3    | Potiguar de Mossoró | 7    | 6  | 2 | 1 | 3 | 7  | 10 | −3   |               |
| 4    | Santa Cruz de Natal | 3    | 6  | 1 | 0 | 5 | 4  | 15 | −11  |               |

 Fuente: FNF
Criterios de clasificación: 1) Puntos; 2) Partidos ganados; 3) Diferencia de gol; 4) Goles anotados; 5) Menor cantidad de tarjetas rojas; 6) Menor cantidad de tarjetas amarillas; 7) Sorteo.
Criterios de clasificación en igualdad entre tres o más equipos: 1) Partidos ganados; 2) Diferencia de gol en enfrentamientos directos entre los equipos en cuestión; 3) Diferencia de gol; 4) Goles anotados; 5) Menor cantidad de tarjetas rojas; 6) Menor cantidad de tarjetas amarillas; 7) Sorteo.

### Resultados
| Local \ Visitante   | ABC | AME  | PTI | SCR |
| ------------------- | --- | ---- | --- | --- |
| ABC Natal           | —   | Can. | 2–0 | 3–0 |
| América de Natal    | 1–2 | —    | 1–1 | 4–0 |
| Potiguar de Mossoró | 2–1 | 0–2  | —   | 3–1 |
| Santa Cruz de Natal | 0–1 | 0–3  | 3–1 | —   |

## Final
| 10 de mayo, 20:00 (UTC-3) | América de Natal  | 1:0 (0:0) | ABC Natal | Arena das Dunas, Natal                                                  |                                                                         |
|                           | Gabriel Silva 64' | Reporte   |           | Asistencia: 11 416 espectadores Árbitro(s): Zandick Gondim Alves Junior | Asistencia: 11 416 espectadores Árbitro(s): Zandick Gondim Alves Junior |

| 17 de mayo, 20:00 (UTC-3) | ABC Natal | 0:0     | América de Natal | Estadio Frasqueirão, Natal                                      |                                                                 |
|                           |           | Reporte |                  | Asistencia: 13 492 espectadores Árbitro(s): Edina Alves Batista | Asistencia: 13 492 espectadores Árbitro(s): Edina Alves Batista |

| Campeón                                    |
| Bandera del estado de Río Grande del Norte |
| ------------------------------------------ |
| América de Natal 37.° título               |

## Llave de descenso
| 30 de julio, 15:00 (UTC-3) | Alecrim | 0:1 (0:0) | Globo            | Frasqueirão, Natal                                                |                                                                   |
|                            |         | Reporte   | Erick 79' (pen.) | Asistencia: 161 espectadores Árbitro(s): Alciney Santos de Araujo | Asistencia: 161 espectadores Árbitro(s): Alciney Santos de Araujo |

| 6 de agosto, 15:30 (UTC-3) | Globo             | 2:2 (1:0) | Alecrim                 | Barrettão, Ceará-Mirim                                                       |                                                                              |
|                            | Paulinho 26', 83' | Reporte   | Carlos 56' · Danilo 84' | Asistencia: 115 espectadores Árbitro(s): Leonilson Fernandes Trigueiro Filho | Asistencia: 115 espectadores Árbitro(s): Leonilson Fernandes Trigueiro Filho |

## Clasificación final
| Pos. | Equipo               | Pts. | PJ | G  | E | P | GF | GC | Dif. | Clasificación                                              |
| ---- | -------------------- | ---- | -- | -- | - | - | -- | -- | ---- | ---------------------------------------------------------- |
| 1.º  | América de Natal (C) | 33   | 15 | 10 | 3 | 2 | 30 | 6  | +24  | Copa de Brasil 2024, Copa do Nordeste 2024 y Serie D 2024. |
| 2.º  | ABC Natal            | 35   | 15 | 11 | 2 | 2 | 32 | 6  | +26  | Copa de Brasil 2024 y Pre-Copa do Nordeste 2024.           |
| 3.º  | Potiguar de Mossoró  | 19   | 14 | 5  | 4 | 5 | 20 | 22 | −2   | Serie D 2024 y Pre-Copa do Nordeste 2024.                  |
| 4.º  | Santa Cruz de Natal  | 12   | 14 | 3  | 3 | 8 | 11 | 28 | −17  | Serie D 2024.                                              |
| 5.º  | Força e Luz          | 8    | 8  | 2  | 2 | 4 | 6  | 10 | −4   |                                                            |
| 6.º  | Potyguar Seridoense  | 7    | 8  | 2  | 1 | 5 | 3  | 12 | −9   |                                                            |
| 7.º  | Globo                | 12   | 10 | 3  | 3 | 4 | 6  | 13 | −7   |                                                            |
| 8.º  | Alecrim              | 4    | 10 | 0  | 4 | 6 | 5  | 16 | −11  | Segunda División 2024.                                     |

Reglas de clasificación: 1) Puntos; 2) Partidos ganados; 3) Diferencia de gol; 4) Goles anotados; 5) Menor cantidad de tarjetas rojas; 6) Menor cantidad de tarjetas amarillas; 7) Sorteo.

Reglas de clasificación en igualdad entre tres o más equipos: 1) Partidos ganados; 2) Diferencia de gol en enfrentamientos directos entre los equipos en cuestión; 3) Diferencia de gol; 4) Goles anotados; 5) Menor cantidad de tarjetas rojas; 6) Menor cantidad de tarjetas amarillas; 7) Sorteo.

Nota: Dos de los cupos de clasificación para la Serie D 2024 pasaron a manos de Potiguar de Mossoró y Santa Cruz, debido a que en 2023, ABC disputó la Serie B, mientras que América disputó la Serie C.